# チャンネル＝ポルトー・バスク
チャンネル＝ポルトー・バスク （Channel-Port aux Basques）は、カナダのニューファンドランド・ラブラドール州の町。ニューファンドランド島の南西端に位置している。
内航船の出発点であると当時に、ノバスコシア州のシドニーへ向かうフェリーの出発地点である。トランスカナダハイウェイのニューファンドランド部分の西端にあたる。

## 由来
16世紀に捕鯨のため島周辺にやってきた、バスク人の漁民に由来する地名である。

## 歴史
1500年代、バスクの船団はこの地に移動し、魚の交易中心地をつくるため水深の深い港を建設した。1578年に、アンソニー・パークハーストは、ニューファンドランドにいた少なくとも100隻以上のスペイン船のうちに20から30のバスク人捕鯨漁民がいたと数えている。その後ニューファンドランド島におけるフランス人の集まり町となっていたが、スペイン継承戦争の講和条約ユトレヒト条約（1713年）によってフランスが島岸の漁村における漁業権などを認めることを条件にニューファンドランド島の領有をイギリスに正式に譲渡したため、この地域は小さな漁村の集合体となっていった。
1856年、ニューファンドランド島とケープブレトン島の間に海底ケーブルが敷設され、大西洋横断電信ケーブルの敷設競争が始まった。チャンネル＝ポルトー・バスクに電信局が1857年に開設された。
1880年代、カナダ自治領政府はニューファンドランド植民地はその後も別の植民地として統治されていくにもかかわらず、航行の障害を懸念しセントローレンス湾の入口に当たるチャンネル＝ポルトー・バスクのレイ岬に灯台を建設。
1898年にニューファンドランド鉄道がチャンネル＝ポルトー・バスクが終点として開通。
19世紀には、イカが水揚げされていた。
1945年にチャンネル＝ポルトー・バスクの町制施行。1964年にマウス島が編入された。
1949年にニューファンドランド植民地がカナダに加入した。ニューファンドランド鉄道がカナディアン・ナショナル鉄道（CNR）の一部として編入された。ニューファンドランドのカナダ加入の条件のひとつにチャンネル＝ポルトー・バスク - ノバスコシア州ノース・シドニー間のフェリー運航の保証があり、当時の英領北アメリカ法から1982年憲法でも現在に至ってその条件が継続されている。
CNRによってフェリー港が拡充され、1960年代半ばにはトランスカナダハイウェイも開通したことでカーフェリーが就航し、結果として鉄道が廃止となった。植物検疫なども強化され、カナディアン・ナショナル鉄道傘下に設立されたCNマリン（現在のマリン・アトランティック）も拡充した。
2022年にハリケーン・フィオナがこの地域を襲い、住宅100軒近くが被害を受けた。

## 交通

### 道路
トランスカナダハイウェイとトランスカナダトレイルのニューファンドランド部分の西端がこのチャンネル＝ポルトー・バスクの町にある。

### フェリー
・チャンネル＝ポルトー・バスク - ノバスコシア州ノース・シドニー航路：ノバスコシア州シドニーの外港ノース・シドニーへのマリン・アトランティック運航のカーフェリーが出ている。2009年に大型船であるアトランティック・ビジョン号がマリン・アトランティックの旗艦の一隻として追加となった。2011年からステナラインからリースした（後に購入した）ブルー・パティー号とハイランダーズ号が就航している。